# Ottensheim
Ottensheim är en ort och  kommun i Österrike. Den ligger i distriktet Urfahr-Umgebung i förbundslandet Oberösterreich,  160 kilometer väster om huvudstaden Wien. 
Kommunen består av fem orter (Ortschaften) (inom parentes invånarantal 1 januari 2024):
- Dürnberg (691)
- Höflein (122)
- Niederottensheim (519)
- Ottensheim (3 286)
- Weingarten (153)